# (5491) Kaulbach
(5491) Kaulbach es un asteroide perteneciente al cinturón de asteroides descubierto el 26 de marzo de 1971 por Cornelis Johannes van Houten en conjunto a su esposa también astrónoma Ingrid van Houten-Groeneveld y el astrónomo Tom Gehrels desde el Observatorio del Monte Palomar, Estados Unidos.

## Designación y nombre
Designado provisionalmente como 3128 T-1. Fue nombrado Kaulbach en honor a Wilhelm von Kaulbach, pintor alemán de retratos, escenas históricas y escenas naturales de la vida campestre. Desde 1849 fue durante muchos años director de la Academia de Arte de Munich.

## Características orbitales
Kaulbach está situado a una distancia media del Sol de 2,180 ua, pudiendo alejarse hasta 2,457 ua y acercarse hasta 1,903 ua. Su excentricidad es 0,126 y la inclinación orbital 4,813 grados. Emplea 1175,80 días en completar una órbita alrededor del Sol.

## Características físicas
La magnitud absoluta de Kaulbach es 13,9. Tiene 4,288 km de diámetro y su albedo se estima en 0,323. 